# 1957 en rugby à XV
Cette page présente les faits marquants de l'année 1957 en rugby à XV : les principales compétitions et évènements liés au rugby à XV et rugby à sept ainsi que les naissances et décès de grandes personnalités de ce sport.

## Principales compétitions
- Currie Cup
- Championnat de France (du ?? ???? 1956 au 26 mai 1957)
- Tournoi des Cinq Nations (du 12 janvier au 1er avril 1957)

## Événements

### Mars
- 16 mars : l'Angleterre termine première du Tournoi en remportant quatre victoires. Le XV de la rose réussit le Grand Chelem. Il compte des joueurs brillants comme Eric Evans, Muscles Currie, Dickie Jeeps, Jeff Butterfield et Peter Jackson.

### Mai
- 26 mai : le FC Lourdes conserve son titre de champion de France après avoir battu le Racing club de France au Stade de Gerland à Lyon sur le score de 16 à 13[1].

### Septembre
- 23 septembre : création de la Fédération portugaise de rugby à XV.